# Sarah Iversen
Sarah Iversen (* 10. April 1990 in Frederiksberg, Dänemark) ist eine dänische Handballspielerin, die beim dänischen Erstligisten Ikast Håndbold spielt.

## Karriere
Sarah Iversen spielte in ihrer Jugend bei SNIK, Lyngby HK und Virum-Sorgenfri HK. Im Jahre 2008 schloss sich die Kreisläuferin dem dänischen Zweitligisten Nordkøbenhavn Håndbold an. Ein Jahr später wechselte sie zum Nykøbing Falster Håndboldklub. Ab der Saison 2012/13 stand Iversen für vier Spielzeiten beim HC Odense unter Vertrag. Anschließend kehrte sie wieder zum Nykøbing Falster Håndboldklub zurück. Seit der Saison 2018/19 läuft sie für Herning-Ikast Håndbold auf. 2019 gewann sie mit Herning-Ikast den dänischen Pokal. Ab dem Sommer 2020 pausierte sie aufgrund ihrer Schwangerschaft. Im Sommer 2022 benannte sich ihr Verein in Ikast Håndbold um. Mit Ikast gewann sie 2023 die EHF European League. Im Dezember 2024 zog sie sich einen Kreuzbandriss zu. Während der Verletzungspause wurde sie Schwanger.
Iversen bestritt am 19. März 2015 ihr Debüt für die dänische Nationalmannschaft. Sie nahm an der Weltmeisterschaft 2017 in Deutschland sowie an der Europameisterschaft 2018 in Frankreich teil. 2022 unterlag sie mit Dänemark das Finale der Europameisterschaft gegen Norwegen. Iversen erzielte im gesamten Turnier zehn Treffer. Bei der Weltmeisterschaft 2023 gewann sie die Bronzemedaille. Iversen erzielte im Turnierverlauf 15 Treffer. Bei den Olympischen Spielen in Paris gewann sie die Bronzemedaille. Im selben Jahr gewann sie eine weitere Silbermedaille bei der Europameisterschaft.
Ihre Schwester Rikke ist ebenfalls dänische Handballnationalspielerin.